# رز آبی

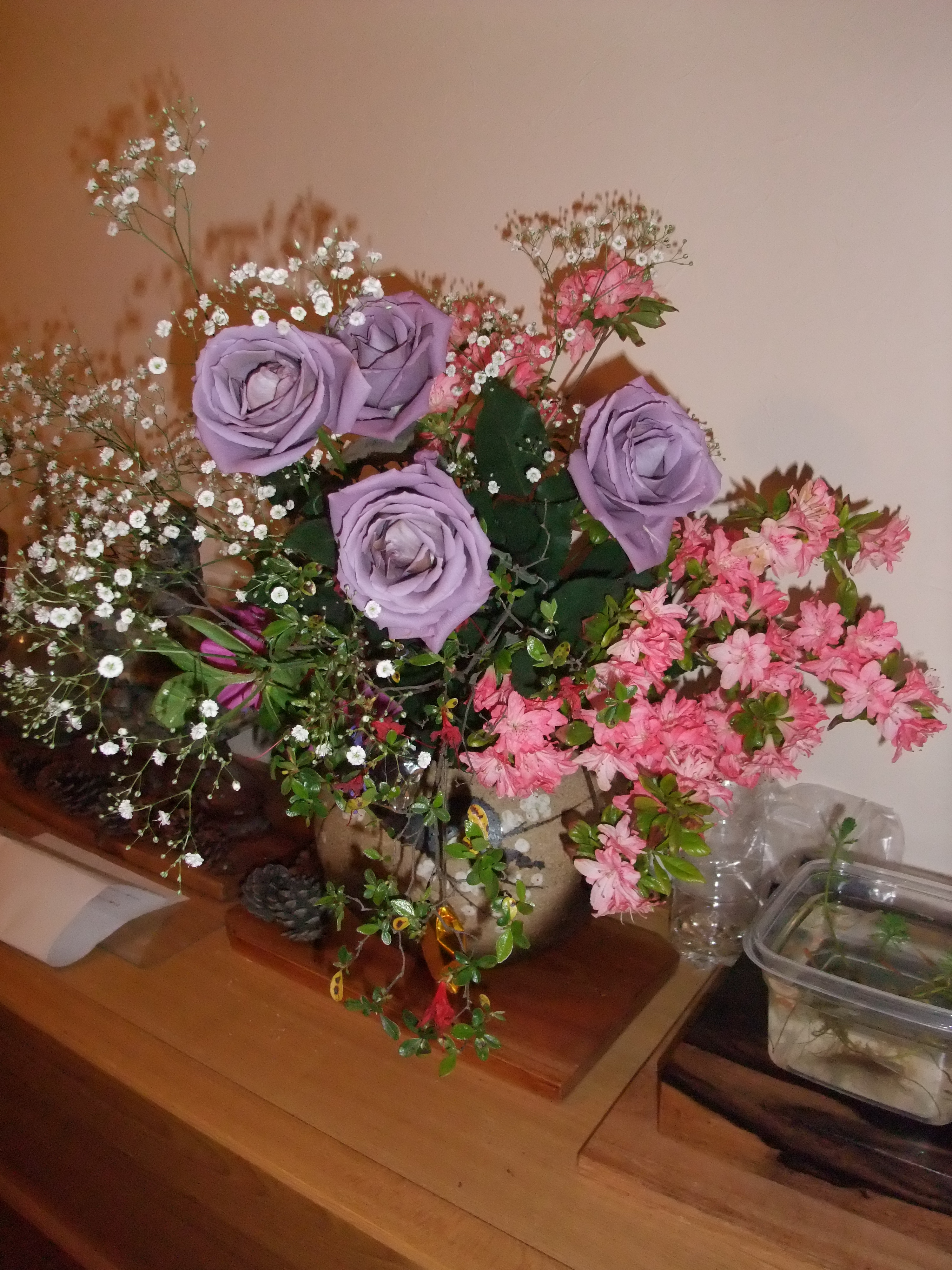
SUNTORY blue rose APPLAUSE نام رسمی گل رز آبی است که توسط شرکت سانتوری ایجاد شده‌است.

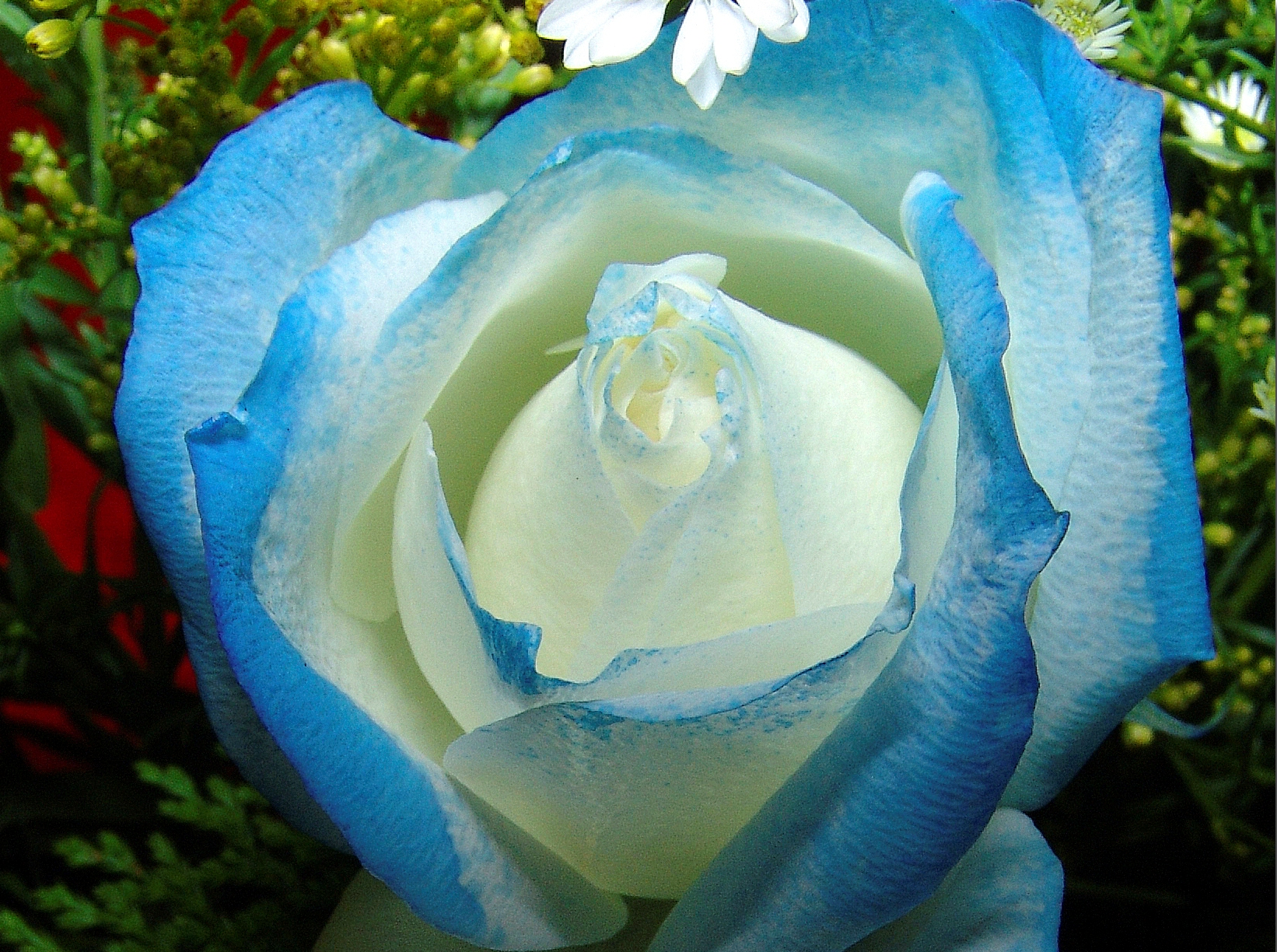
رز آبی تولید شده در برزیل

رز آبی در طبیعت موجود نیست. گیاه رز فاقد یک ژن برای ایجاد رنگ آبی است. در سال ۲۰۰۴ یک شرکت ژاپنی به نام سانتوری Suntory و یک شرکت استرالیایی بنام فلوریژن Florigene یک ژن آبی از بنفشه را به گل رز اضافه کرد و برای اولین بار رز آبی در جهان با موفقیت ایجاد شد. دلفینیدین رنگدانه گیاهی است که رنگ آبی را تولید می‌کند این رنگدانه به‌طور طبیعی در گل رز یافت نمی‌شود.

## نقش مهندسی ژنتیکی در تغییر رنگ گل
برای به دست آوردن گل رز آبی فناوری‌های مهندسی ژنتیک پیشرفته ای به کار گرفته شده که کاملاً متفاوت با تکنیک‌ های مرسوم اصلاح انتخاب برای تلاقی مصنوعی چندین گونه گل رز است. گل رز آبی پس از تقریباً 14 سال تحقیق ایجاد شد، به اولین گل رز اصیل جهان با گلبرگ های رنگدانه آبی تبدیل شد.
رنگ گل تحت تأثیر سه نوع رنگدانه، فلاونوئید‌ها، کاروتنوئید‌ها و بتالائین‌ها است.
- فلاونوئیدها: معمول‌ترین رنگدانه بوده و طیف رنگی زیادی از زرد تا قرمز تا آبی را ایجاد می‌کنند. از فلاونوئیدهای مهم در ایجاد رنگ گل، آنتوسیانین‌ها هستند که در سلول‌های اپیدرمی گلبرگ یافت می‌شوند.
- کاروتنوئیدها: در پلاستید سلولی قرار گرفته و رنگ‌های زرد را ایجاد می‌کنند. این رنگدانه‌ها همراه با آنتوسیانین‌ها رنگ‌های برنز، قهوه‌ای و نارنجی یا قرمز را در گلبرگ موجب می‌شوند.
- بتالائین‌ها: به ندرت یافت شده و رنگ‌های شیری، زرد، نارنجی و بنفش را ایجاد می‌نمایند.

تنوع در رنگ گل با استفاده از مهندسی ژنتیک بر ایجاد تغییر در مسیرهای متابولیکیِ تولید فلاونوئیدها متمرکز شده‌است. بسیاری از گل‌های آبی رنگ دارای مشتقات دلفینیدین هستند اما سه گیاه رز، گل میخک و گل داوودی فاقد این عنصر هستند بنابراین یکی از اهداف برنامه‌های مهندسی ژنتیک سعی بر القای سنتز مشتقات دلفینیدین به منظور ایجاد گل‌های آبی در این گیاهان بوده‌است.
اولین گل رز آبی در جهان “SUNTORY blue rose APPLAUSE” نامگذاری شد و به بازار عرضه شد. رزهای آبی به زبان گل ها به معنای “رویاها به حقیقت می پیوندند”. این گل ها به این نام انتخاب شدند تا احساس شادی برای بسیاری از افرادی که برای تحقق رویاها تلاش کرده اند، بفرستند. 

## حضور مبدع گل رز آبی در ایران
پژوهشکده بیوتکنولوژی کشاورزی ایران میزبان دو دانشمند ژاپنی که نخستین و تنها تولیدکننده رز، میخک و ارکیده‌های آبی رنگ در دنیا هستند، بوده‌است؛ یاشیکازو تاناکا و ماشیرو می به منظور بازدید و برگزاری کارگاه آموزش اصلاح مولکولی گیاهان زینتی به پژوهشکده دعوت شده بودند؛ در این کارگاه یاشیکازو تاناکا، ماساهیرو می، پژمان آزادی و مریم جعفرخانی کرمانی به عنوان مدرس حضور داشتند.